# فيولا باور
فيولا باور (بالألمانية: Viola Bauer)‏ (و. 1976  م) هي متزحلقة ألمانية، ولدت في آنابرغ-بوخهولتس، شاركت في الألعاب الأولمبية الشتوية 2006، وبطولة العالم للتزلج النوردي على الثلج 1999 ‏، والبطولة النرويجية للاتحاد العالمي للتزلج على الثلوج 2001 ‏، والبطولة النرويجية للاتحاد العالمي للتزلج على الثلوج 2003 ‏، والبطولة النرويجية للاتحاد العالمي للتزلج على الثلوج 2005 ‏، والتزلج الريفي في الألعاب الأولمبية الشتوية 2002 ‏، وتزلج ريفي في الألعاب الأولمبية الشتوية 2002 – سيدات 4 × 5 كيلو متر تناوب ‏، وتزلج ريفي في الألعاب الأولمبية الشتوية 2006 – سيدات 4 × 5 كيلو متر تناوب ‏، والألعاب الأولمبية الشتوية 2002، والبطولة النرويجية للاتحاد العالمي للتزلج على الثلوج 2007 ‏.

## روابط خارجية
- فيولا باور على موقع الاتحاد الدولي للتزلج (التزلج الريفي) (الإنجليزية)
- فيولا باور على موقع اللجنة الأولمبية الدولية (الإنجليزية)
- فيولا باور على موقع أوليمبيديا (الإنجليزية)